# Léa Stahl
Léa Eva Ingeborg Stahl, född 12 september 1908 i Kristianstad, död okänt år, var en svensk målare, skulptör och konsthantverkare.
Hon var dotter till köpmannen Ernst Carl Magnus Aspling och Anna Ingeborg Magnino. Stahl studerade konst i Stockholm och Paris. Efter studierna bosatte hon sig först i Wien men under 1940-talet flyttade hon till Rom. Separat ställde hon bland annat ut på Louis Hahnes konstsalong i Stockholm 1949 samt i Wien och Rom. Hon medverkade i en samlingsutställning på Grabowskigalleriet i London 1959 samt konsthantverksutställningar i Rom, Venedig, Milano och Florens. Hennes konst består av porträtt, stilleben och landskapsmåleri utfört i pastell, akvarell eller olja samt smycken i mosaik och väggbonader. Hon signerade sina arbeten med Léa.
Hon gifte sig 1930 med konstnären Magnus Tull.